# St. Antonius (Wildegg)

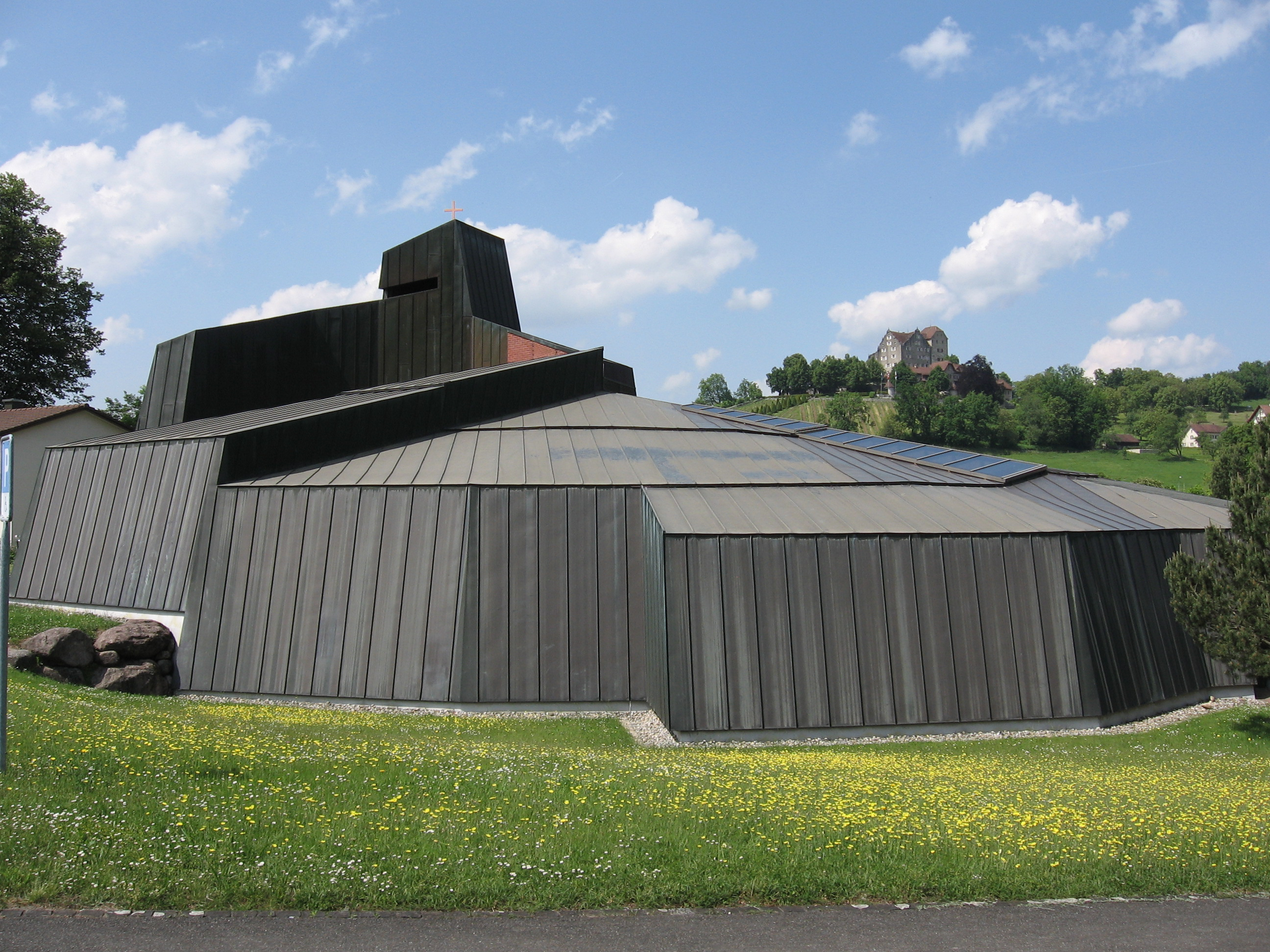
Sankt Antoniuskirche, im Hintergrund Schloss Wildegg

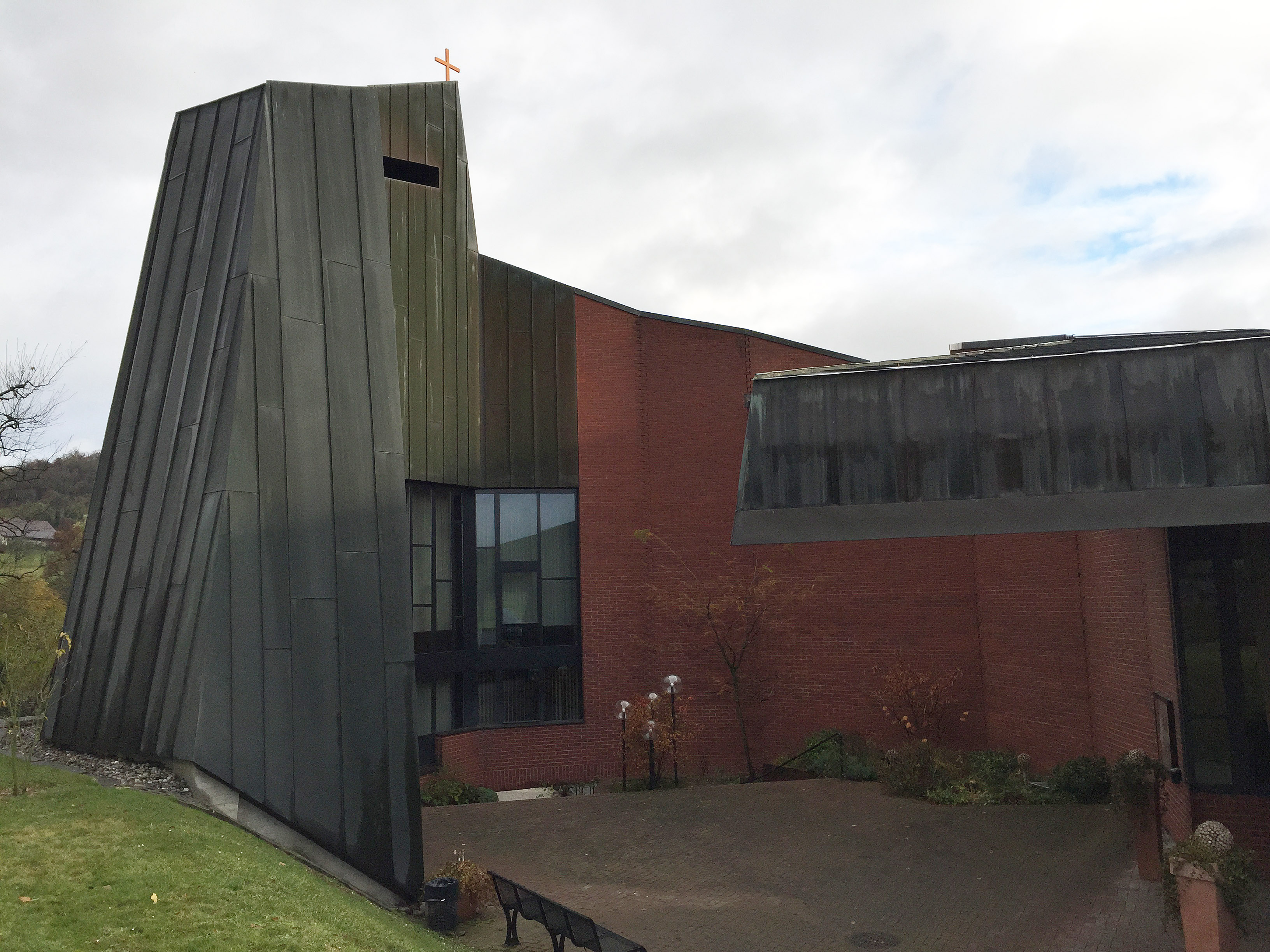
Eingangsbereich

Die Kirche St. Antonius ist die Pfarrkirche der römisch-katholischen Pfarrei Wildegg innerhalb der Kirchgemeinde Lenzburg. Sie steht in Möriken-Wildegg im Kanton Aargau. Die von 1968 bis 1969 gebaute Kirche ist mit ihrer ungewöhnlichen Rundzeltarchitektur ein bedeutender Bauzeuge der Moderne in der Schweiz.

## Vorgeschichte und Namensgebung
Das Gebiet von Lenzburg und Möriken gehörte im hohen Mittelalter zur Grosspfarrei Staufberg und später zur davon abgetrennten Pfarrei Lenzburg. In Möriken stand an der Hangkante nördlich der Bünz eine kleinere Filialkirche, die bereits dem hl. Antonius geweiht war und die um 1950 durch die neue reformierte Kirche ersetzt worden ist. Deren älteste Glocke trägt den Namen des Kirchenpatrons und das Datum von 1400: «st. Antonni.ora.pronobis.anno.dom.m.cccc». Sie gehört zu den ältesten datierten Glocken des Kantons Aargau.
Nach der Reformation im Jahr 1529 war der katholische Gottesdienst im Untertanengebiet von Bern und damit auch im Berner Aargau bis im 18. Jahrhundert untersagt. Erst im frühen 19. Jahrhundert bewilligte der Kanton Aargau die Wiedereinführung des katholischen Kultus, weil mit der Industrialisierung aus der Zentralschweiz und anderen Landesteilen katholische Arbeiter mit ihren Familien in das Aaregebiet gekommen waren.
Im Jahr 1892 errichtete die römisch-katholische Kirchgenossenschaft für alle Katholiken im Bezirk Lenzburg ein erstes eigenes Gotteshaus im Bezirkshauptort. Im Jahr 1934 liess sie durch die Architekten Gerster & Meyer in Laufen die grössere Kirche in Lenzburg bauen.
Die neue katholische Pfarrkirche in Wildegg ist dem heiligen Antonius von Padua geweiht.

## Planung und Baugeschichte
1925 erwarb die Inländische Mission vorsorglich ein Grundstück in Wildegg auf der Anhöhe Strohegg über dem Aare- und dem Bünztal. Die Kirchgemeinde Lenzburg bewilligte im Jahr 1950 einen Planungskredit für den Bau der Kirche von Wildegg. 1951 errichtete sie nach Absprache mit dem Diözesanbischof zunächst eine provisorische Kleinkirche aus Holz für die Katholiken der Gemeinden Möriken-Wildegg, Holderbank und Auenstein. Die kleine Glocke der Notkirche war dem hl. Bruder Klaus geweiht. Das nahe bei der Kirche stehende Pfarrhaus stammt von 1958.
1965 setzte die Kirchgemeinde Lenzburg eine neue Kirchenbaukommission ein. Am 17. März 1966 vergab sie den Planungsauftrag an den Zürcher Architekten Justus Dahinden und am 9. Oktober 1967 genehmigte sie den Baukredit.
Nach dem Spatenstich vom 11. März 1968 fand am 20. Oktober 1968 die Grundsteinlegung statt. Mit der Weihe der von der Glockengiesserei H. Rüetschi in Aarau gegossenen Glocken am 16. März 1969 und der Kirchweihe vom 1. November 1969 wurde der Bau seiner Bestimmung übergeben.
Seit dem 11. September 1999 bildet das ehemalige Pfarrrektorat Wildegg eine eigenständige Pfarrei innerhalb der Kirchgemeinde Lenzburg. Im Jahr 2001 liess die Pfarrei eine umfassende Sanierung des Bauwerks durchführen.

## Beschreibung
Das Kirchengebäude liegt an einer prominenten Stelle auf der Hangkante über der Ebene der alten Auenlandschaft und über dem Bünztal. Sie bildet das Pendant zu der auf einem gegenüberliegenden Geländevorsprung gebauten reformierten Pfarrkirche von Möriken.
Von Wildegg und aus der Bünzniederung führt die Lauéstrasse zur Kirche auf den Hügel hinauf. Nach einem Weg von rund drei Vierteln um das Gebäude herum erreichen die Ankommenden den Eingangsbereich, der sich als recht weiter Innenhof präsentiert. Der runde, von hohen Backstein- und Kupferwänden umfasste Platz ist aus dem Kirchengrundriss ausgeschnitten.
Die Form des Kirchenbaus erscheint mit den zahlreichen ringsum schräg abfallenden Dach- und Wandflächen wie ein weites, vieleckiges Zelt. Dieser Eindruck wird durch das homogene, aus Bahnen gefügte Material der Dachhaut noch verstärkt. Nach dem Konzept von Justus Dahinden war ursprünglich Kunststoff für die Hülle vorgesehen, doch untersagte das kantonale Versicherungsamt eine solche Ausführung, worauf Architekt und Kirchgemeinde eine Kupferverkleidung auswählten. Auf der Nordseite zieht die Aussenkante zu einer markanten Erhöhung hinauf, die einen kleinen Glockenturm bildet.
Die Kirche liegt auf einem Untergeschoss aus Beton und besteht aus einem teils betonierten, teils aus Backsteinmauern aufgeführten Westmassiv neben dem Innenhof und der auf die Mauern abgestützten Tragkonstruktion aus Holz über dem Kirchenraum. Dieser hat einen Grundriss von einem unregelmässigen Halbkreis, dessen vielfach abgewinkelte Aussenwand nur durch wenige Fensterstreifen unterbrochen ist. Über dem weiten Innenraum tragen sternförmig angeordnete schmale Holzträger zeltartig das Dach.
Die komplexe Bauform wurde vom Ingenieurbüro Galleti & Schibli AG, Rupperswil, berechnet und mit zahlreichen Unternehmen aus der Region Lenzburg ausgeführt, von denen besonders E. Landis AG, Lenzburg, STUAG, Baden, das Elektrizitätswerk Möriken-Wildegg und die Firma G. Kämpf AG aus Rupperswil, welche die Zimmerarbeiten ausführte, zu erwähnen sind.
Die Kirche besass ursprünglich keine Orgel. Nachdem 1980 provisorisch eine kleine Kuhn-Orgel aufgestellt worden war, liess die Kirchgemeinde 2014 eine neue Kirchenorgel durch die Firma Orgelbau Goll AG in Luzern, die sich bei der Planung durch den Architekten Justus Dahinden beraten liess, herstellen. Das Instrument hat 24 Register (1.346 Pfeifen) auf zwei Manualwerken und Pedal; das Register Gemshorn 8′ ist über Wechselschleife auf beiden Manualwerken registrierbar. Der Tremulant wirkt auf beide Manualwerke. Das Gehäuse ist aus massivem Eichenholz gefertigt. Die Spiel- und Registertrakturen sind mechanisch.
- I Hauptwerk C–g3: Bourdon 16′, Principal 8′, Hohlflöte 8′, Gemshorn 8′, Octave 4′, Traversflöte 4′, Octave 2′, Mixtur 1 1⁄3′, Trompete 8′
- II Positiv C–g3: Bourdon 8′, Gemshorn 8′, Dulciana 8′, Vox coelestis 8′, Fugara 4′, Rohrflöte 4′, Nasat 2 2⁄3′, Flageolet 2′, Terz 1 3⁄5′, Larigot 1 1⁄3′, Clarinette 8′
- Pedalwerk C–f1: Subbass 16′, Principalbass 8′, Violoncello 8′, Choralbass 4′, Fagott 16′
- Koppeln: II/I, I/P, II/P (je als Zug und Tritt in Wechselwirkung)

## Würdigung
Die katholische Pfarrkirche St. Antonius ist im Bundesinventar der schützenswerten Kulturgüter der Schweiz als Objekt von nationaler Bedeutung aufgeführt.